# 早見るり
早見 るり（はやみ るり、1976年9月24日 - ）は、日本のAV女優。

## 略歴・人物
2009年10月にビデオメーカー・溜池ゴローの専属人妻の第4弾としてデビューした熟女系のAV女優である。なお、デビュー時のプロフィールでは、生年が1977年生（月日は記載なし）となっている。
3作品に出演した後、専属を離れ他メーカーの作品に出演している。

## 出演作品

### アダルトビデオ
2009年
- 初めての人妻さん （10月13日、溜池ゴロー） ※デビュー作
- 隣の人妻 （11月13日、溜池ゴロー）
- 母親失格 （12月5日、小林興業）…共演:吉岡奈々子
- 淫らな人妻 （12月10日、ドリームステージエンタテインメント）…他出演:吉岡奈々子
- 義母 るり （12月13日、溜池ゴロー）

2010年
- 人妻百景 〜第17章〜 （1月1日、プレステージ）
- 夫のアレでは満足出来なくて… （1月2日、タカラ映像）
- 上司の奥さん、輪姦しました。 「ルリを、マワシた」 （1月4日、GLAY'z）
- 人妻デリバリー 18 （1月16日（レンタル）／2月5日（セル）、クリスタル映像）…オムニバス作品 他出演:新尾きり子、桜井麻里、神谷ミサト、今枝陽子
- 〜近親相姦 姉と弟〜 僕をいたずらに挑発してくる、ふしだらな姉 （1月19日、エマニエル）
- 未亡人 柔肌の悶え 26 （1月23日（レンタル）／2月19日（セル）、クリスタル映像）…オムニバス作品 他出演:真白希実、橘エレナ、伊沢美春、新尾きり子
- 招かれざる義母 （1月25日、マドンナ）
- 寝取られ夫の前で男と犯る痴妻 2 （2月1日、エマニエル）
- オナニー狂 （2月18日、AROUND）
- 踊りの美人お師匠さん (3月18日、AROUND)